# João de Deus
João de Deus (wym. [ʒu.ˈɐ̃w dɨ.ˈdewʃ], ur. 8 marca 1830 w São Bartolomeu de Messines, w prowincji Algarve, zm. 11 stycznia 1896) – portugalski poeta uważany za największego twórcę liryki w drugiej połowie XIX wieku.

## Życiorys
João de Deus de Nogueira Ramos urodził się 8 marca 1830 roku w São Bartolomeu de Messines w regionie Algarve. Studiował prawo na Uniwersytecie w Coimbrze. W tym mieście zatrzymał się na dłużej. Poświęcił się jednak nie karierze adwokata, ale pisaniu wierszy. Swoich utworów początkowo (do 1855) nie ogłaszał drukiem. Krążyły one w odpisach w środowisku akademickim Coimbry. W 1862 roku opuścił uniwersytet i przeniósł się do miasta Beja, gdzie został wydawcą gazety „O Bejense”, najważniejszego tytułu prasowego w prowincji Alentejo. Zmagał się z problemami finansowymi. Po ślubie utrzymywał się między innymi z pisania wierszy okolicznościowych na zamówienie prywatnych przedsiębiorców. Przez krótki czas zajmował się polityką jako deputowany do parlamentu, ale nie utożsamiał się z żadną partią i szybko złożył mandat. Był jednym z najlepszych przyjaciół i największych admiratorów Antera de Quentala. 
João de Deus zmarł 11 stycznia 1896 roku. Urządzono mu oficjalny pogrzeb. Spoczął w narodowym Panteonie w kościele w Belém, gdzie złożono też prochy Luísa de Camõesa. Pomniejsze pisma prozą i korespondencję poety wydał w 1898 roku Teófilo Braga.

## Twórczość
Poeta wykorzystywał tradycyjne formy poezji portugalskiej, dążąc jednak do uproszczenia języka poetyckiego. Najważniejszym jego dziełem jest tomik Campo de flores, zawierający wcześniejsze cykle – Flores do campo i Folhas soltas – wydany w 1993 roku. Pisał między innymi sonety. Niektóre z jego pism były kontrowersyjne. Cykl Cryptinas przez Jamesa Fitzmaurice-Kelly’ego, autora biogramu poety dla Encyklopedii Brytyjskiej, został określony mianem „bezwartościowego i pornograficznego”.